# Yoshida Isoya

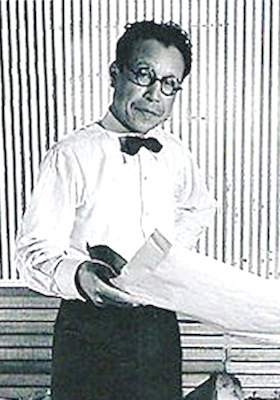
Yoshida Isoya

Yoshida Isoya (japanisch 吉田 五十八; geboren 19. Dezember 1894 in der Präfektur Toyama; gestorben 24. März 1974) war ein japanischer Architekt der Taishō- und Shōwa-Zeit.

## Leben und Werk
Yoshida Isoya wurde als 5. Sohn des Arzneimittelherstellers Ōta Nobuyoshi (太田信義) geboren. Da sein Vater 58 Jahre alt war, erhielt er den Vornamen „58“, hier nicht „Gojūhachi“, sondern „Isoya“ gelesen. Er wurde vom Bruder seiner Mutter adoptiert und hieß seitdem Yoshida.
Yoshida Isoya machte 1923 seinen Abschluss an der „Tōkyō Bijutsu gakkō“ (日本美術学校), der Vorläufereinrichtung der heutigen Tōkyō Geijutsu Daigaku. 1925 bereiste er mit seinem Bruder für ein Jahr Europa, wo ihn die traditionelle westliche Architektur faszinierte. Er machte es sich daher zur Aufgabe, den traditionellen Sukiya-Stil für Residenzen zu modernisieren. Er wandte auch neue Technologien an für Details der traditionellen Strukturen und erzielte damit bemerkenswerte Resultate. So führte er die „Ōkabe“-(大壁)-Konstruktion ein, die die Säulen in den Wänden verbirgt und so sich von der Strenge der klassischen japanischen Hauskonstruktion löst.
Während des neu entfachten Interesses an japanischem Stil in den 1950er Jahren wurde Yoshida gerühmt für die Perfektionierung des „modernen Sukiya“ und für seine unter dieser Devise errichteten Residenzen. Seine Arbeiten umfassen Häuser, Restaurants im japanischen Stil und Museen. Beispiele sind die Residenz für Umehara Ryūzaburō 1958, das Restaurant „Shinkiraku“ (新喜楽) 1962, das Kunstmuseum Yamato Bunkakan 1960, das Gebäude für den Maler Kawai Gyokudō (川合玉堂美術館) 1961 und der Tempel Chūgū-ji in Ikaruga (Nara).
Yoshida erhielt 1952 den Preis der Japanischen Akademie der Künste und wurde 1964 mit dem Kulturorden ausgezeichnet.

## Bilder

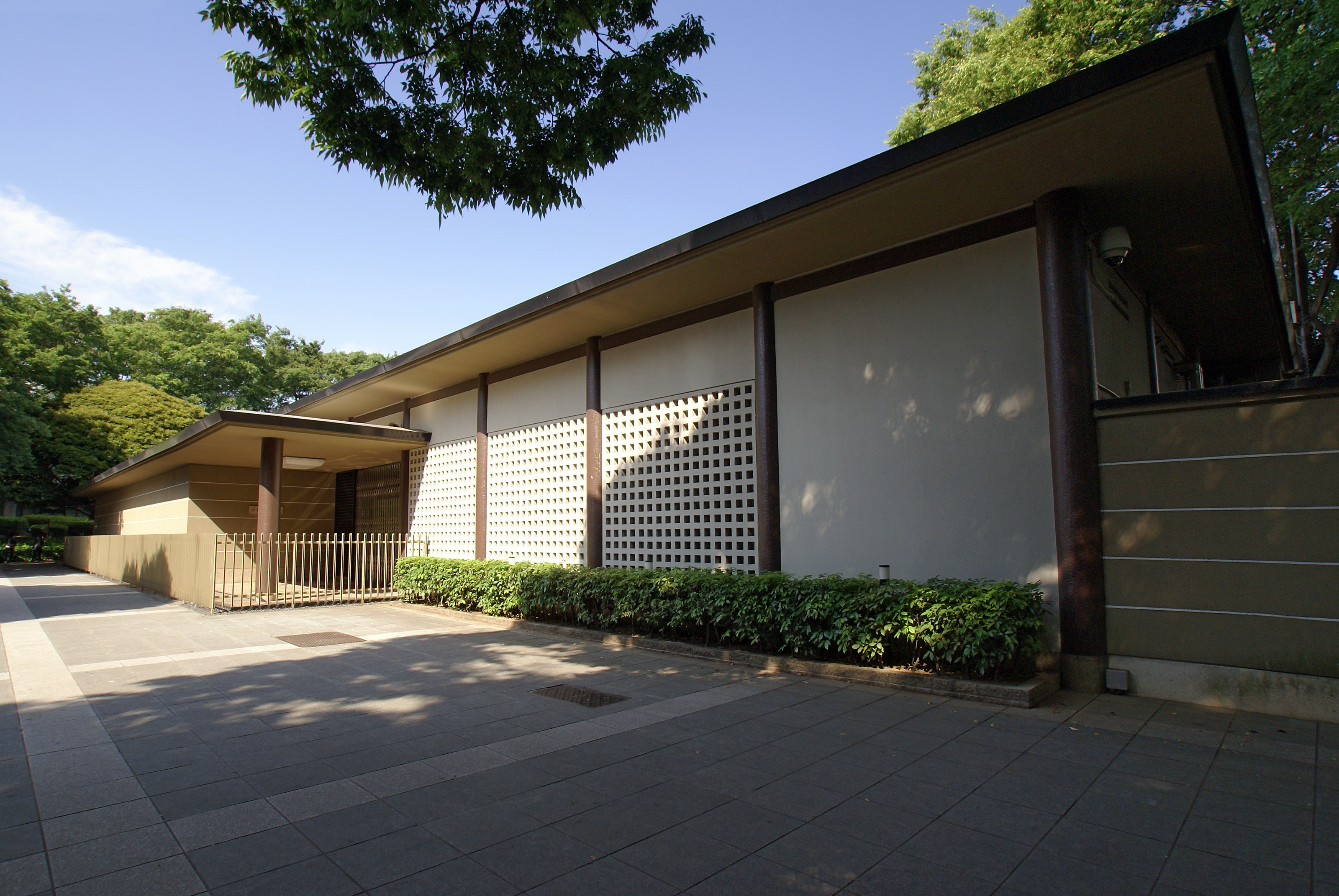
Japanische Akademie der Künste
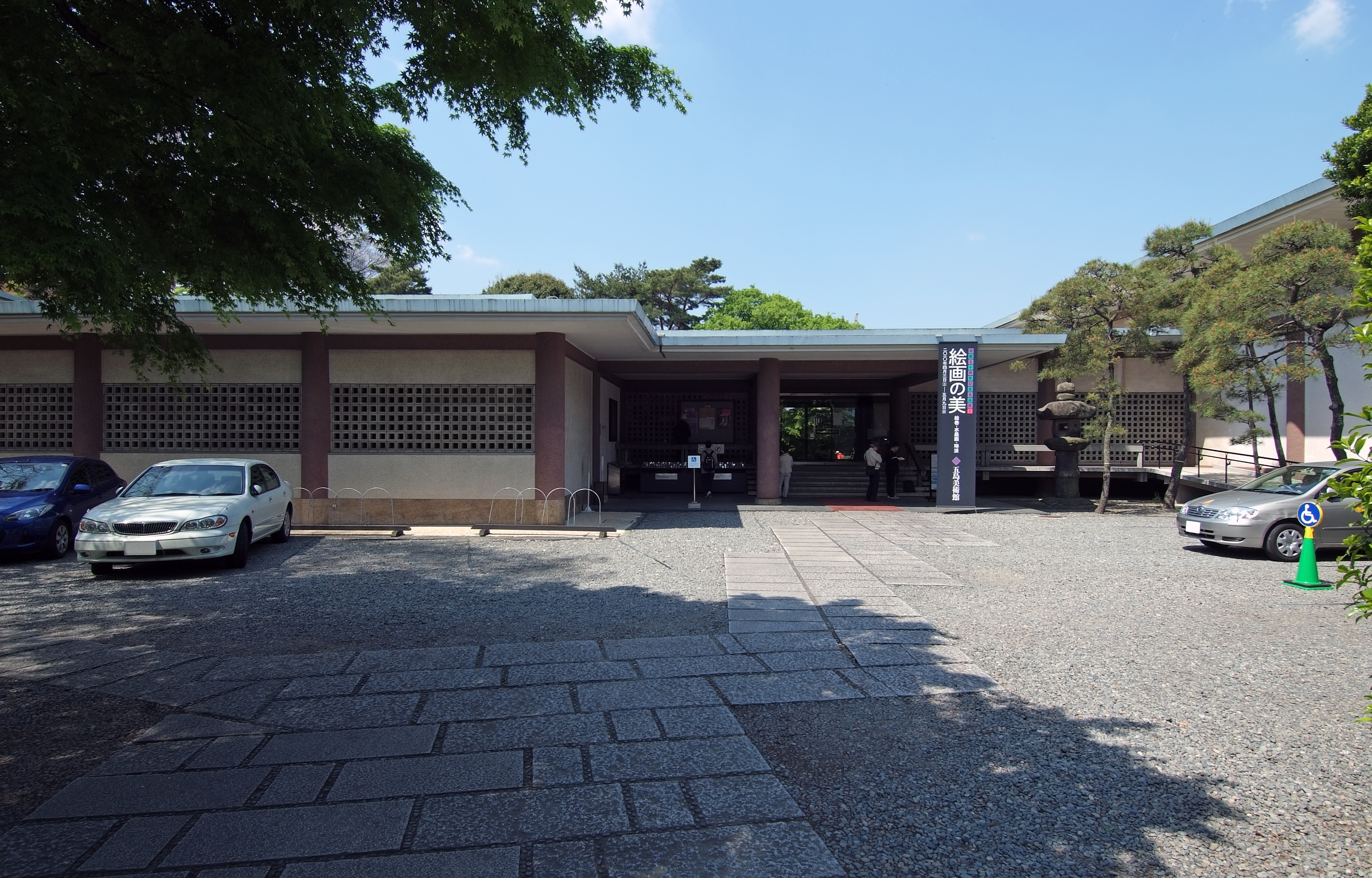
Gotō-Kunstmuseum
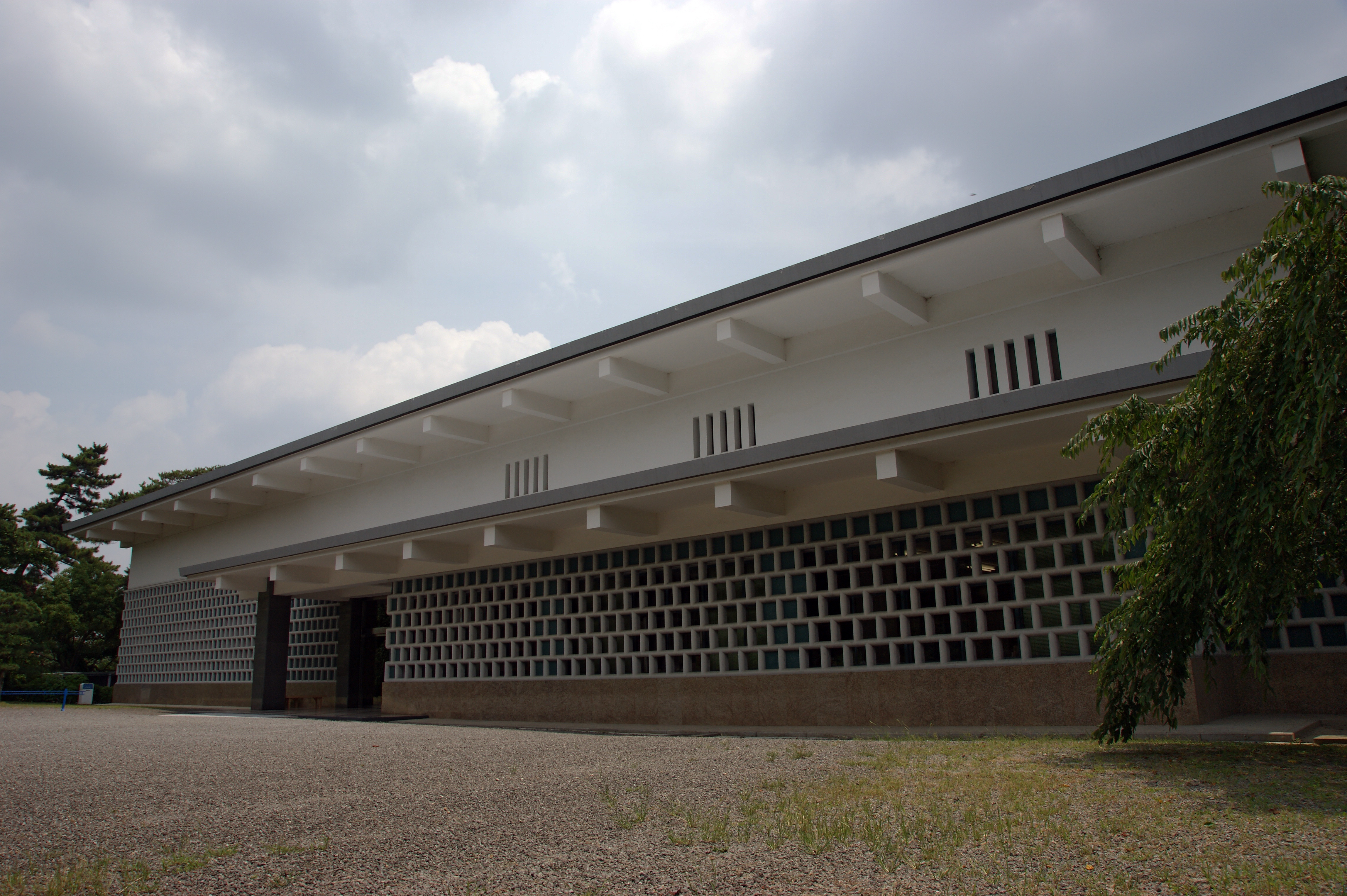
Kunstmuseum Yamato Bunkakan
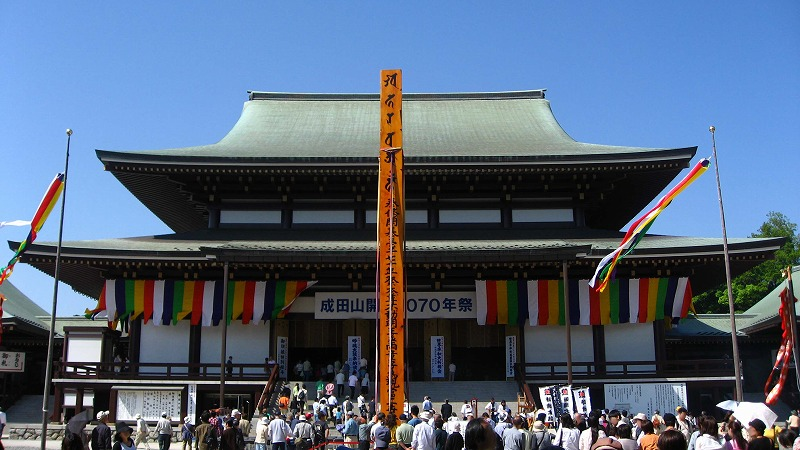
Haupthalle des Narita-san
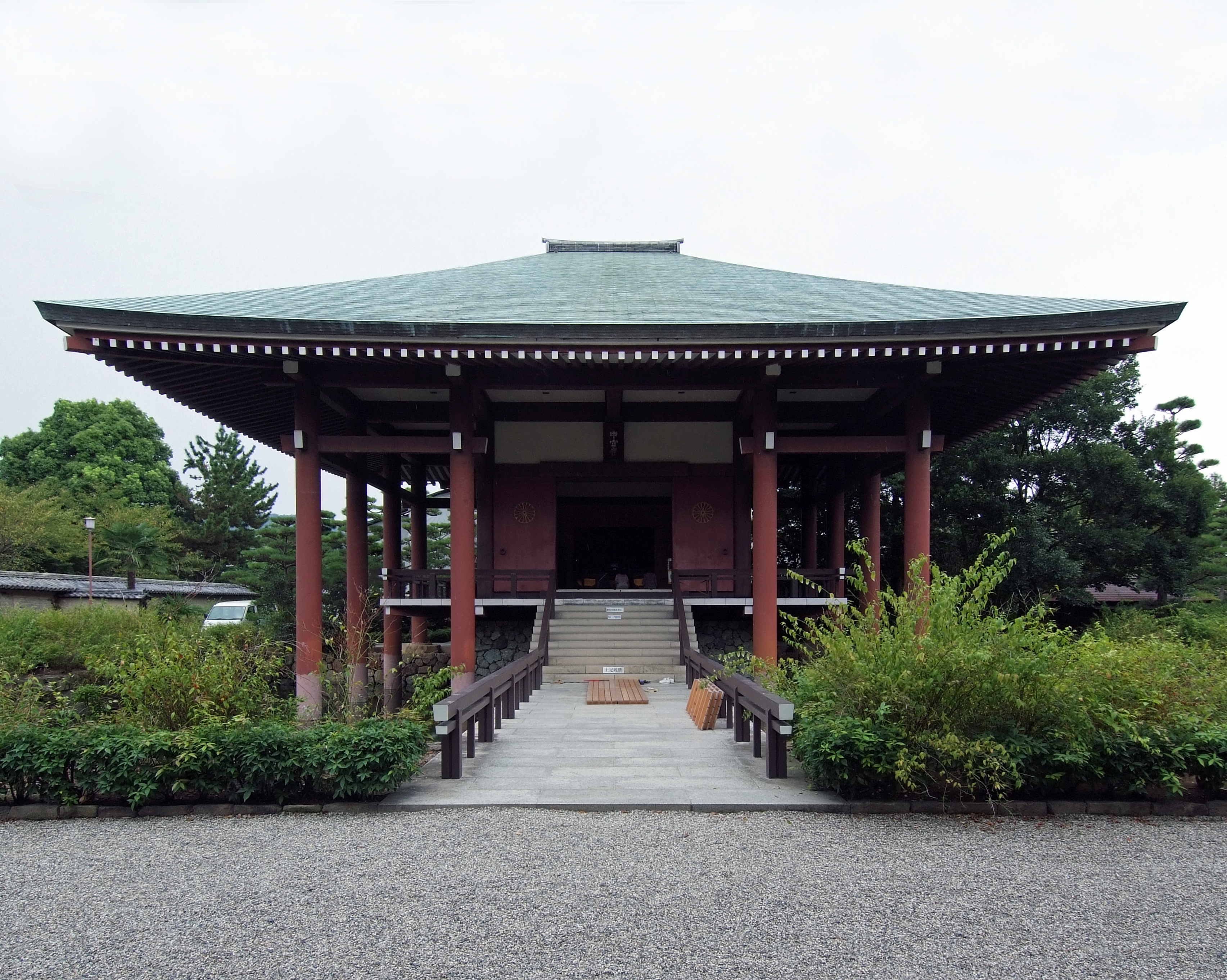
Chūgū-ji
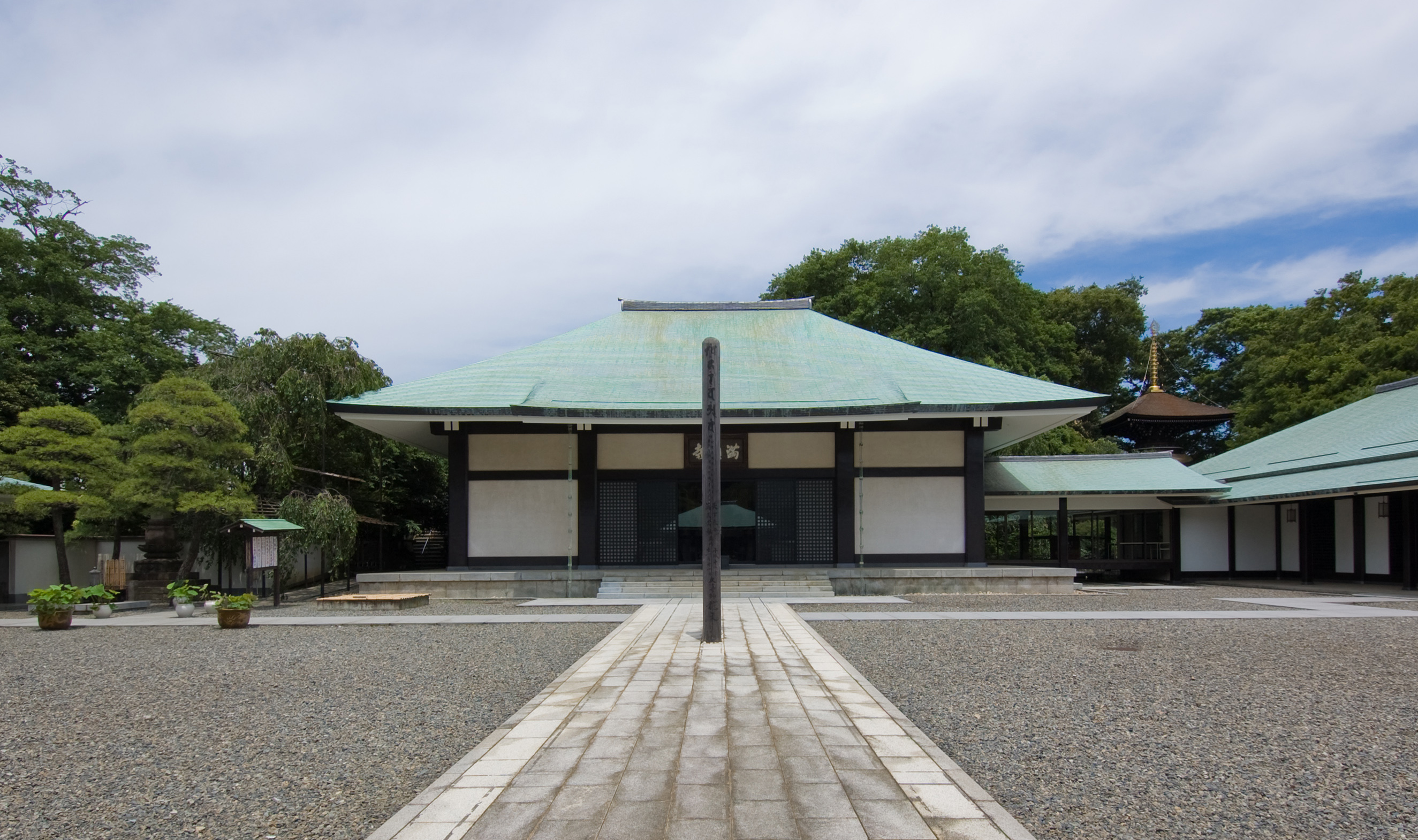
Mangan-ji
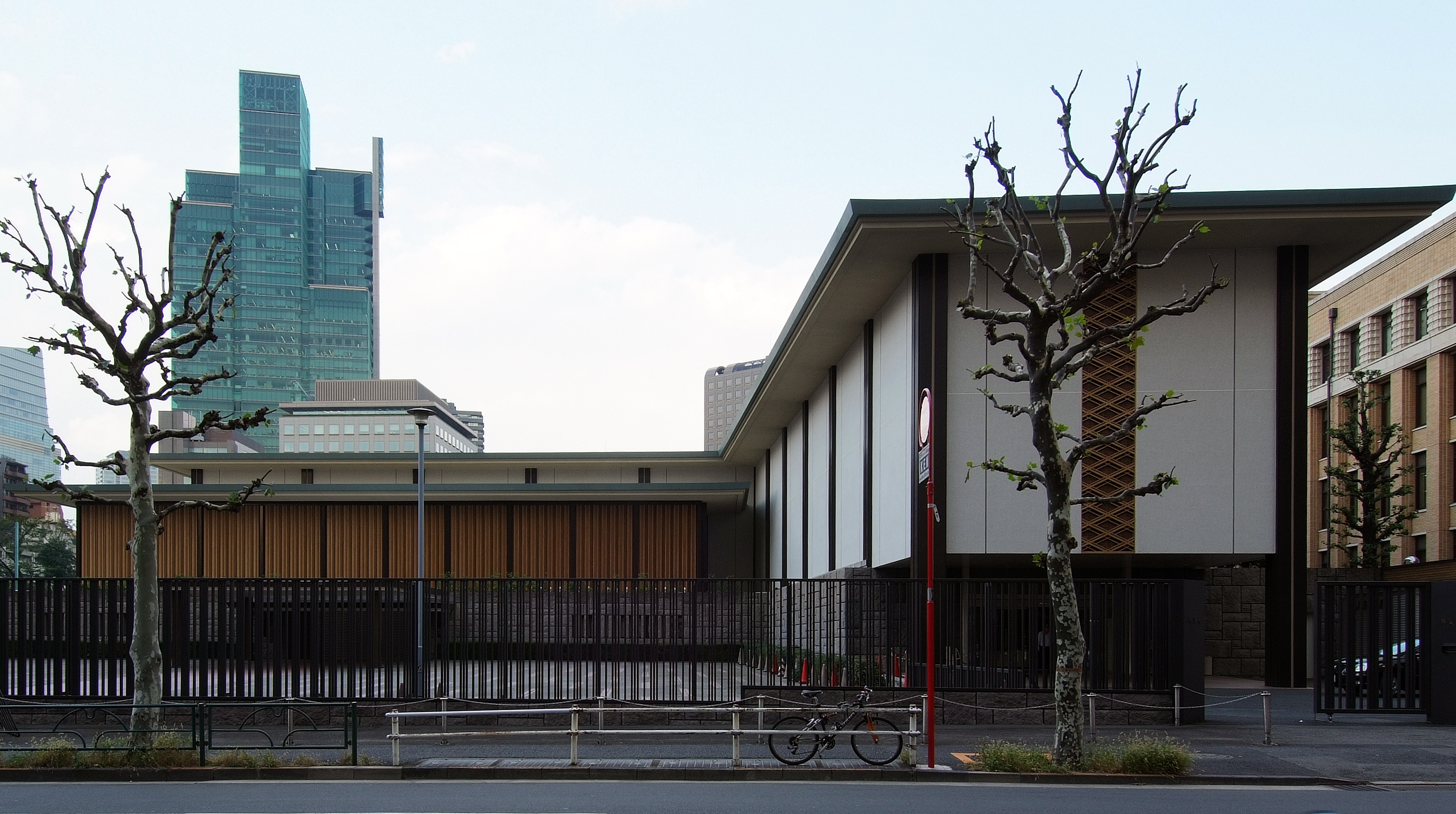
Iikura-Gebäude des Außenministeriums